# Bill Holman (músico)
Willis Leonard Holman (Olive, California, 21 de mayo de 1927-7 de mayo de 2024) fue un músico estadounidense de jazz, saxofonista, arreglista, compositor y director de big band. 

## Historial
En 1948 deja sus estudios de ingeniería en UCLA, para dedicarse a tocar jazz. Estudia el saxo tenor durante tres años, y en 1951 pasa a formar parte de la big band de Charlie Barnet. Se convierte en arreglista y compositor de Stan Kenton entre 1952 y 1956, convirtiéndose en uno de los más reputados de la escena del West Coast jazz.
Toca con Shorty Rogers, Howard Rumsey, Shelly Manne, Gerry Mulligan, Woody Herman y otros muchos músicos. Entre 1958 y 1960 graba un gran número de registros con su propia banda, en buena parte composiciones propias. Compone, además, para un gran número de cantantes: Bobby Darin, Peggy Lee, Sarah Vaughan, Ella Fitzgerald, Anita O'Day... También para grupos de soul y pop, como Fifth Dimension. Realiza arreglos para Count Basie y compone obras de formato sinfónico, como The Third Stone, grabada en Alemania (1982).
Su álbum "Brilliant Corners/The Music of Thelonious Monk" (1997) consiguió un Grammy.